# Алексеевская волость (Коломенский уезд)
Алексеевская волость располагалась в центральной части Коломенского уезда (по доекатерининскому административно-территориальному делению). Ныне территория в составе Ступинского района Московской области.

## Название
Названо по селу Алексеевское; то получило своё имя в честь митрополита Алексея (ум. в 1378 г.).

## История
До середины XVI в. была дворцовой, при Иване Грозном роздана в поместья. Просуществовала до губернской реформы Екатерины II.

## Состав
На территории Алексеевской волости располагались следующие населенные пункты:
- Авдотьино
- Алексеевское (ныне Большое Алексеевское)
- Василево
- Каменка
- Милино
- Мящищево